# تناستوم قيليقي
التناستوم القيليقي (باللاتينية: Tanacetum cilicium) نوع نباتي ينتمي إلى جنس التناستوم من الفصيلة النجمية.

## البيئة والانتشار
موطنه بلاد الشام وتركيا.

## مرادفات للاسم العلمي
- (باللاتينية: Pyrethrum cilicium Boiss.)